# Hypogeomys antimena
Hypogeomys antimena är en art i underfamiljen Madagaskarråttor (Nesomyinae) och den största gnagaren på ön.

## Utseende
Djuret når en kroppslängd (huvud och bål) av 30 till 35 cm, en svanslängd av 21 till 25 cm och en vikt mellan 1,0 och 1,5 kg. De stora öronen blir 5 till 6 cm långa. Pälsens färg på ovansidan varierar mellan grå, gråbrun och rödaktig. Buken och extremiteterna har en vitaktig färg. På svansen finns korta, mörka, styva hår. Påfallande är de stora kloförsedda bakfötterna.

## Utbredning och habitat
Arten förekommer i sandiga skogar vid Madagaskars västcentrala kust.

## Ekologi
Gnagarens beteende påminner i viss mån om kaniner. H. antimena är aktiv på natten och skuttar eller går på marken. Den bygger underjordiska bon. Boet har vanligen en diameter på 5 meter och upp till sex ingångar. Födan utgörs främst av nedfallna frukter och andra växtdelar, kanske äter den även några ryggradslösa djur.
Individerna bildar familjegrupper av ett föräldrapar och deras ungar. Efter dräktigheten som varar 102 till 138 dagar föder honan oftast en enda unge.

## Status
Arten hotas av habitatförstörelse genom svedjebruk och skogens omvandling till betesmarker. En större väg skiljer nu två populationer från varandra. Ett annat hot är introducerade fiender som tamkatter och hundar. Hantaanvirus som påträffades hos andra gnagare i samma region är ett potentiellt hot. IUCN listar arten därför som starkt hotad (EN).